# Аарон Алетский
Аарон (фр. Aaron d’Aleth, брет. Aihran; VI век, Уэльс — 552, Сен-Мало или Ламбаль) — отшельник, монах, игумен Алетский. Христианский святой, память в Католической церкви 21 июня, 22 июня.

## Биография
Святой Аарон из Алета, или св. Айхран был в середине VI века отшельником, монахом, игуменом монастыря Сэзембр, что на маленьком острове неподалёку от Алета, напротив Сен-Мало, что в Бретани, Франция. Некоторые источники говорят, что он родился среди британцев, живших в Армориканской Домнонии.
Аарон был валлийцем, который жил в одиночестве неподалёку от Ламбалль и Племюр-Готье прежде чем окончательно поселиться в Алете. Его жизнь привлекала внимание многих, в том числе Святого Мало, и по преданию в 544 году он стал их игуменом. Он умер вскоре после этого. Св. Мало унаследовал духовное господство в районе, впоследствии известном как Сен-Мало, и он был поставлен первым епископом Алета. О нём упоминается в житиях святых Бретани.
Почитается в Католической церкви и Православных церквях Европы, в особенности во Франции.